# Động đất Thông Hải 1970
Động đất Thông Hải 1970 (tiếng Trung: 通海大地震) xảy ra vào 01:00:41 ngày 5 tháng 1 theo giờ địa phương năm 1970 tại huyện Thông Hải, tỉnh Vân Nam, Trung Quốc. Đứt gãy bắt nguồn từ Đới đứt gãy Sông Hồng, vốn chưa trải qua trận động đất nào có cường độ trên 7,0 từ năm 1700. Trận động đất này khiến ít nhất 15.000 người thiệt mạng, nằm trong số các trạn động đất gây tổn thất nhân mạng cao nhất trong thập niên này. Chấn động gây tổn thất từ 5 đến 25 triệu USD (giá năm 1970), và có thể cảm nhận được trong một khu vực rộng 8.781 km2 (3.390 dặm vuông Anh).
Động đất diễn ra vào thời điểm cao trào của cuộc Đại cách mạng Văn hóa do đó sự kiện đã không được chính phủ Trung Quốc công bố rộng rãi trong hơn một thập niên. Lượng cứu trợ và tài chính phân phối được mô tả là "nhỏ thảm hại". Phần lớn cứu trợ cho những người sống nằm dưới hình thức "tinh thần", bao gồm các tượng chương Mao chủ tịch và các thư chia buồn. Tuy thế, trận động đất này nằm trong số những trận động đất đầu tiên được chính phủ Trung Quốc nghiên cứu dài hạn. Nó được cho là một trong những nguyên nhân dẫn đến việc thiết lập hệ thống giám sát động đất lớn nhất tại Trung Quốc vào 25 năm sau.

## Bối cảnh và kiến tạo
Vân Nam nằm trong số các tỉnh có hoạt động địa chấn tích cực hơn tại Trung Quốc. Trận động đất sớm nhất được ghi nhận xảy ra vào thế kỷ 9; tuy nhiên, các trận động đất từ trung bình đến mạnh quan sát được từ thế kỷ 15. Từ thế kỷ 9, 32 trận động đất với cường độ từ 7 trở lên đã xảy ra trên địa phận tỉnh. Đứt gãy trượt ngang nông là một đặc điểm của các trận động đất tại Vân Nam.
Các trận động đất tại miền tây nam của Vân Nam, như sự kiện Thông Hải năm 1970, ít thường xuyên hơn tại các miền khác trong tỉnh. Đới đứt gãy Sông Hồng được cho là nguyên nhân gây trận động đất này, song về tổng thể thì ít có hoạt động địa chất học. Các trận động đất Sông Hồng thường phát sinh tại nơi có góc lệch lớn, theo một báo cáo vào năm 1962. Dấu hiệu trên các đá trầm tích biểu thị rằng một vài trận động đất lớn hình thành đới đứt gãy trong các thế Canh Tân và Toàn Tân. Cho đến trận động đất này, không có trận động đất nào có cường độ trên 7,0 độ Richter xảy ra trong đới đứt gãy này kể từ khoảng năm 1700, và đới đứt gãy được cho là đã "chết". Kể từ động đất Thông Hải 1970, người ta cho rằng đới đứt gãy sông Hồng thay vào đó trải qua một gián đoạn địa chấn tương tự của Đường kiến tạo Trung ương Nhật Bản, vốn không có động đất lớn kể từ năm 700 song từng tạo ra các trận động đất rất mạng trong thế Toàn Tân.

## Thiệt hại
Chấn tâm của trận động đất nằm cách 121 km (75 mi) về phía tây nam của Côn Minh và nằm cách 97 km (60 mi) về phía tây bắc của Cá Cựu; đây là khu vực chủ yếu trồng cây thuốc lá. Tác động của động đất có thể cảm nhận được trong một khu vực 8.781 km2 (3.390 dặm vuông Anh). Tại Hà Nội, nơi cách chấn tâm 483 km (300 mi), người dân rời khỏi nhà của họ rung lắc bắt nguồn từ trận động đất.
Trận động đất mạnh 7,7 theo thang Richter. Nó khiến cho 15.621 người thiệt mạng, là trận động đất gây tử vong cao thứ ba tại Trung Quốc trong thế kỷ 20, và có thêm 26.783 người bị thương. Chấn động gây tổn thất từ 5 đến 25 triệu USD (giá năm 1970). Một tường thuật của Reuters ngay sau động đất đề cập đến việc Đài Thiên Văn Hoàng gia Hồng Kông ghi nhận một trận động đất "mãnh liệt" và trích dẫn một báo cáo chưa được chứng thực rằng nó có thể tàn phá cục bộ Côn Minh. Trận động đất gây ra đứt gãy bề mặt có thể thấy được với khoảng cách 50 km (31 mi) trên Đứt gãy Thông Hải. Khoảng cách thẳng góc với đường chính tối đa theo chiều ngang là 2,5 m (8 ft) và khoảng cách thẳng góc với đường chính theo chiều dọc là khoảng 0,5 m (1,5 ft). Theo kết quả từ công nghệ nghịch đảo, các nhà khoa học có thể quyết định rằng một vài sự kiện do đứt gãy bề mặt. Điều này xác nhận thêm rằng trận động đất này, cùng với một trận động đất tại Vân Nam vào năm 1973, tương ứng với một đứt gãy trong khu vực.

## Hậu quả
Động đất Thông Hải 1970 nằm trong số các trận động đất đầu tiên được chính phủ Trung Quốc nghiên cứu dài hạn. Có trên 40 nhà địa chấn học, kỹ sư, và nhà địa chất học đến khu vực chịu tai họa sau đó để tiến hành nghiên cứu nguyên nhân và thiệt hại của động đất; một số dành đến một năm để thu thập các mẫu đất và ghi lại các bằng chứng nghiên cứu chủ yếu khác để nghiên cứu sau này. Các dữ liệu như vật được thu thập trên một khu vực rộng bao trùm gần 1400 hương trong khu vực.
Theo tường thuật của Reuters, những người còn sống cùng nhau tự "chiến đấu với tai họa". Phần lớn cứu trợ cho những người còn sống là dưới dạng "tinh thần". Theo báo Beijing Morning Post (Bắc Kinh tảo báo) 30 năm sau, lúc đó Trung Quốc đang trong cuộc Cách mạng Văn hóa (1966-1976), tự cô lập với thế giới phương Tây, hệ tư tưởng đề cao sự tự lực và cấm bên ngoài hỗ trợ, "sau trận động đất, các khu vực thiên tai nhận được hàng trăm ngàn bản sao của sách Mao chủ tịch ngữ lục, huy hiệu danh dự của Mao chủ tịch, và 14.350 lá thư cảm thông, nhưng số tiền cứu trợ vật chất và tài chính là nhỏ thảm hại".
Các chi tiết của trận động đất không được nhà cầm quyền Trung Quốc công khai rộng rãi cho đến khoảng 18 năm sau khi xảy ra sự kiện. Trong các thập kỷ đầu cộng sản tại Trung Quốc; chính sách là không để lộ các tai họa trừ khi có người nước ngoài bị thương. Trong khi báo chí chính thức của Trung Quốc không phát hành một tường thuật toàn diện, Reuters và Đài Thiên văn Hoàng gia Hồng Kông đều phát thông tin ngay sau động đất. Tại thời điểm động đất, Tân Hoa xã đề cập ngắn đến một trận động đất có cường độ nhỏ hơn song không cung cấp thông tin thiệt hại hoặc thương vong.
Ngày 19 tháng 11 năm 1988, Trần Chương Lập của Cục Địa chấn Trung Quốc phát biểu tại một buổi họp báo về một trận động đất mới diễn ra rằng theo ước tính tổng số người thiệt mạng trong Động đất Thông Hải 1970 là 10.000. Các quan chức từ Trung Quốc đưa ra một ước tính khác vào năm 2000, đưa tổng số thiệt mạng lên 15.621. Trung Quốc công bố ước tính sau một lễ tưởng niệm dành cho những người sống sót và thân nhân được tổ chức tại Ngọc Khê vào ngày 5 tháng 1. Một quan chức của Cục Địa chấn Ngọc Khê giải thích rằng thông tin từng được phân loại vì "lý do chính trị" và tổng số người thiệt mạng được giới quan chức biết đến sớm từ năm 1997.
25 năm sau trận động đất, mạng lưới giám sát động đất lớn nhất toàn Trung Quốc được lập tại Vân Nam. Mạng lưới lập văn phòng địa chấn tại toàn bộ các huyện để chuẩn bị cho đứt gãy lớn khác. Động đất Thông Hải 1970 được trích dẫn là một trong các nguyên nhân đàng sau việc thiết lập hệ thống giám sát.